# Halbenberg
Die Ortslage Halbenberg teils auch Am Halben Berg im Wohnquartier Westring im Wuppertaler Stadtbezirk Vohwinkel geht auf eine alte Ortsbezeichnung zurück.

## Etymologie
Die Herkunft des Namens ergibt sich aus der Lage innerhalb der Vohwinkeler Senke, der Ort liegt ‚auf halber Höhe‘ des Weges, die spätere Gräfrather Straße, von Kluse ausgehend. Benachbarte Ortslagen sind: Bracken, Bies, Dasnöckel, Engelshöhe, Freudenberg, Görtscheid, Kirschsiepen, Kluse, Roßkamp, Schlüssel und Simonshaus.

## Geschichte
Halbenberg ist ein ehemaliger Kotten, der ein Spliss von Bracken ist. Er liegt an einem Weg, ist auf einer Karte von 1824 (von Poysa) sowie 1843 eingezeichnet. Als Halbenberg ist der Ort auf einer Karte von 1892/94 beschriftet. Die Schreibweise (der Straße) wurde 1935 zunächst in ‚Am Halbenberg‘, später in ‚Am Halben Berg‘, geändert.
An dieser Ortslage befanden sich die evangelische Volksschule (gegründet 1894) und die katholische Volksschule (gegründet 1902). Ende des 19. Jahrhunderts wurde bei der Ortslage ein katholischer Friedhof angelegt.

## Die heutige Straße
Nach dieser Ortslage ist 1935 die Erschließungsstraße Am Halben Berg benannt. Sie zweigt nördlich der Ortslage in westlicher Richtung von der Gräfrather Straße, südlich der Überführung über die Bundesautobahn 46, ab und führt zur Ittertaler Straße. Vor 1900 hieß die Straße noch Schulstraße.